# «За Батьківщину!» (партизанское объединение, Черниговская область)
Партизанский отряд «За Батькiвщину!» (рус. «За Родину!») — партизанское объединение, действовавшие на территории Носовского и Бобровского района в Черниговской области, на Украине. Объединение принимало участие в Великой Отечественной войне на стороне Советского Союза.

## История
Было создано в январе 1943 года, а уже в июне 1943 года держало связь с Украинским штабом партизанского движения. Боевые действия вели на территории Киевской и Черниговской области. Подразделения состояло из 3 полков, командиром был Иван Бовкун, комиссар — Михаил Стратилат. Боевые действия проводились на территории Черниговской и Киевской областей. Во время форсирования Красной армией Десны, Днепра, Припяти и битвы за Киев, совместно с партизанами других соединений содержало переправы до подхода передовых советских частей. За период боевой деятельности уничтожено более 5000 немецких солдат, разгромило 27 полицейских состояний, подорвало 69 немецких эшелонов, 43 моста на железных дорогах и грунтовых дорогах. Расформировано в октябре 1943 года.

## Люди

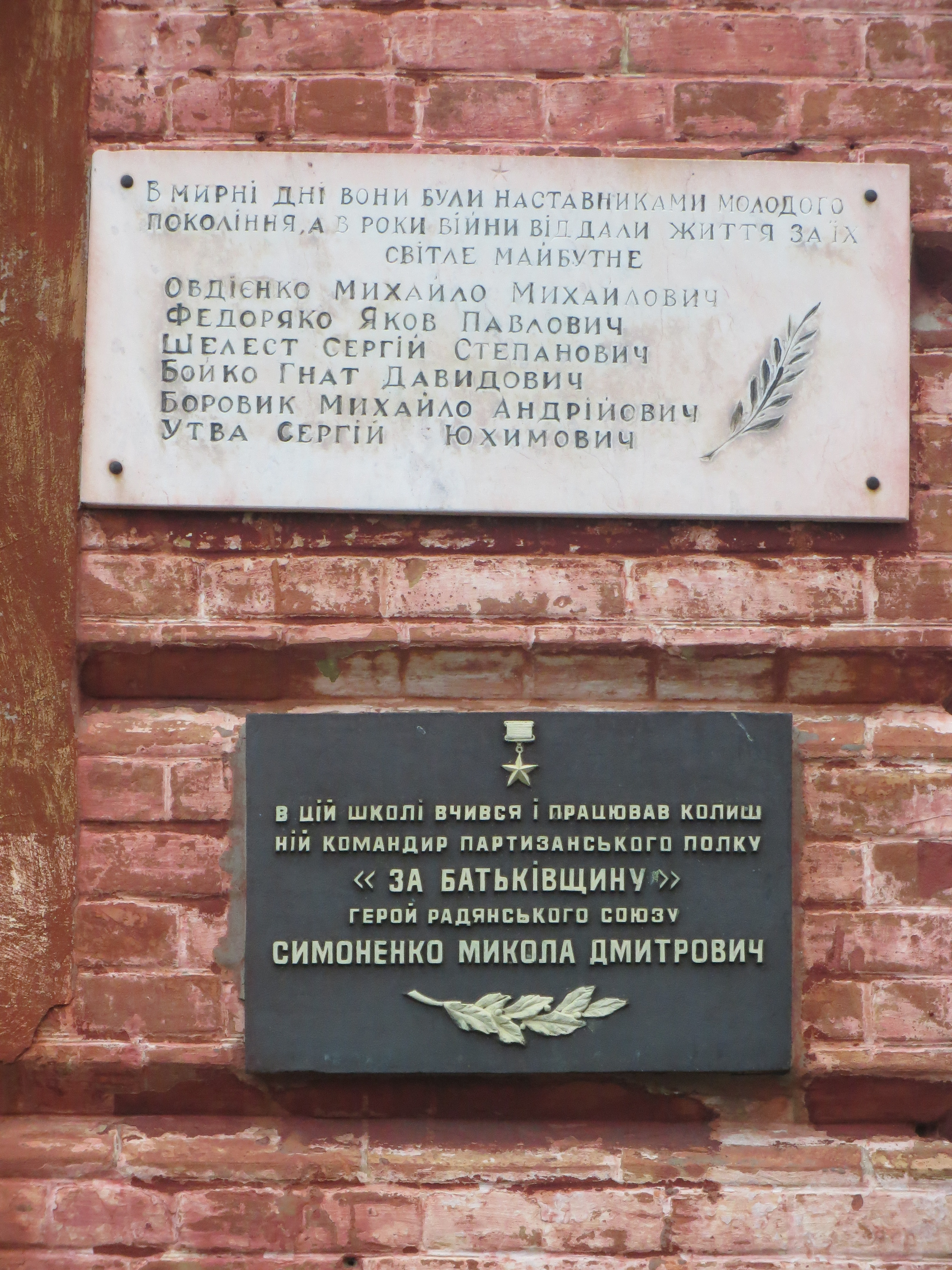
Меморіальная доска на западной стене начальной школы в селе Володькова Девица

После укрупнения в августе 1943 года: 
- Командир Объединения — Иван Бовкун,
- комиссар — Михаил Стратилат,
- начальник штаба — Музыченко,
- начальник политотдела — Виноградов,

командиры полков:
- первого — Александр Шевырёв,
- второго — Николай Симоненко,
- третьего — Михаил Дешко.